# Штофреген, Конрад Конрадович
Конрад Конрадович Штофреген (1767—1841) — лейб-медик, тайный советник
Родился в Айнбеке, в Ганновере в семье военного врача, доктора медицины Иоганна Конрада фон Штофрегена. В 1782 г. поступил на медицинский факультет Гёттингенского университета и 14 апреля 1788 г. получил степень доктора медицины.
Ещё студентом, в 1785 г. был вызван в Ригу отцом, который пользовался там широкой известностью, как искусный врач, и в качестве помощника отца приобрёл здесь знакомства. 25 июня 1788 г. был определён в Рижский уезд уездным врачом, но, получив после смерти отца (в 1790 г.) обширную практику среди немецкой знати, вышел в отставку 5 ноября 1797 г.
В 1806 г., вероятно, по рекомендации живших в Петербурге немецких баронов и в том числе статс-дамы графини Пален, Штофреген стал известен императрице Елизавете Алексеевне и приобрёл её доверие. В следующем 1807 г. он принимал участие в сражении при Прейсиш-Эйлау и «за искусство в пользовании больных и раненых» получил чин коллежского советника. В 1808 г., во время предсмертной болезни великой княжны Елизаветы Александровны императрица-мать возлагала на Штофрегена все свои надежды её ему одному только доверяла. Тогда же Штофреген был назначен лейб-медиком и произведён в статские советники.
В 1811 г. он был сделан почётным членом Медицинского совета министерства полиции; 12 декабря 1817 г. произведён был в действительные статские советники, а 6 марта 1825 г. награждён орденом св. Владимира 2-й степени. В течение всего этого времени Штофреген не только постоянно лечил и сопровождал во всех поездках императрицу Елизавету Алексеевну, но даже давал заочно медицинские советы её матери, маркграфине Баденской Амалии, которые дочь сообщала ей в своих письмах. Когда в ноябре 1825 г. положение больного императора в Таганроге сделалось тяжёлым, императрица, верившая в врачебное искусство Штофрегена, пожелала, чтоб и он был приглашён к постели больного. Но было уже поздно. Штофреген присутствовал при кончине Александра I и в письме к брату в Ригу подробно описал ход болезни и смерть императора.
В 1826 году, уже после смерти императрицы Елизаветы Алексеевны, Штофреген был произведён в тайные советники. Он вышел в отставку 23 апреля 1833 г., скончался 4 июня 1841 года в Дрездене.